# Pavillon Tianyi

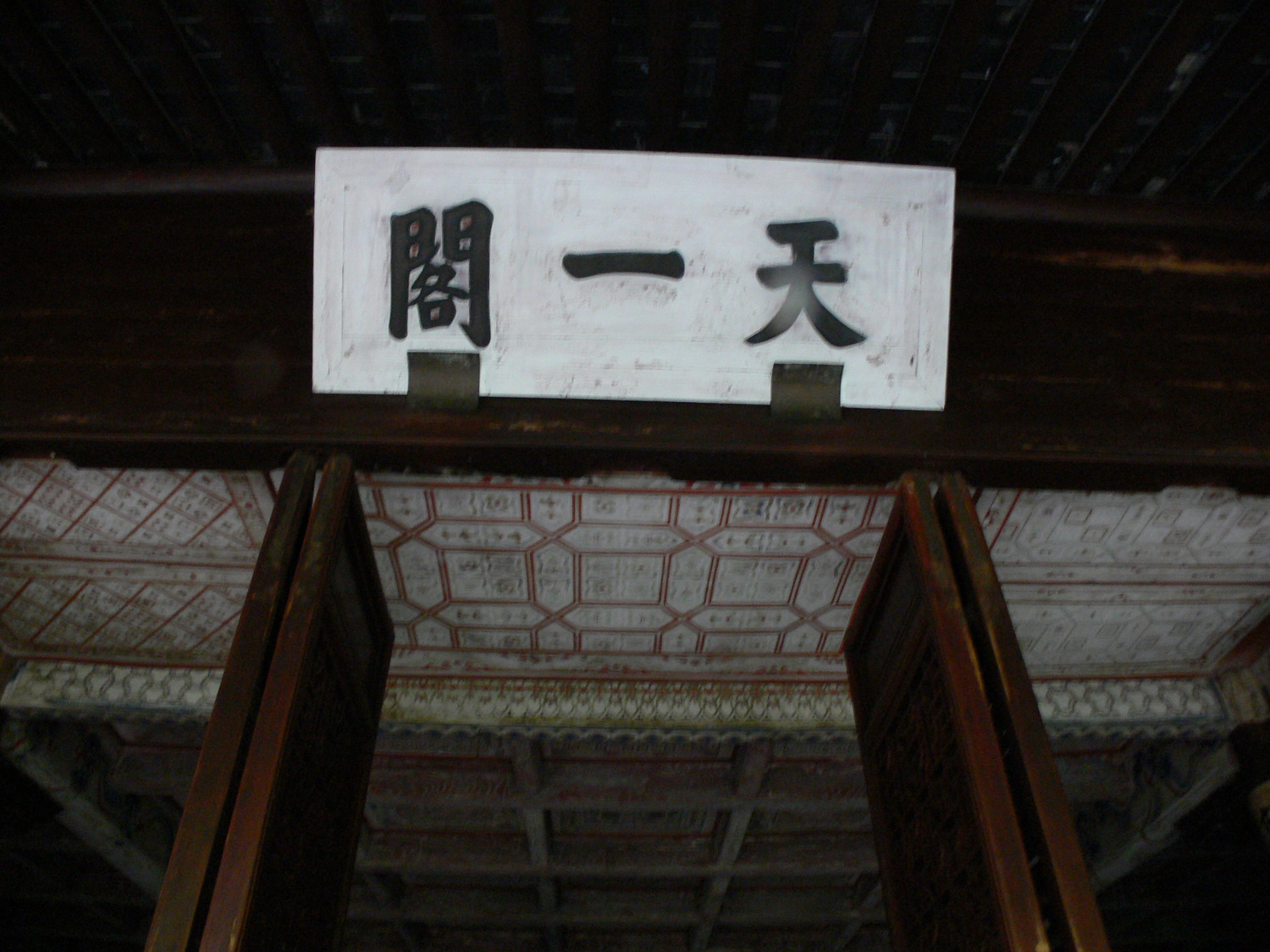
Tian Yi Ge

Pavillon Tianyi (chinois simplifié : 天一阁 ; chinois traditionnel : 天一閣 ; pinyin : Tiān Yī Gé ; litt. « Pavillon Premier sous le ciel ») est une bibliothèque et jardin dans la ville de Ningbo, en province de Zhejiang, Chine. Aujourd'hui la bibliothèque la plus ancienne encore existant dans le pays, le Pavillon Tianyi a été fondé en 1561 par Fan Qin, un officiel de la Dynastie Ming. 

## Nom
Le nom Tianyi provient d'un commentaire de la Dynastie Han sur I Ching (litt. « le Tianyi est une invocation de l'eau »）. D'après l'alchimie chinoise, Tianyi est lié à l'élément l'eau, qui est donc considéré comme la protecteur contre le feu.

## Galerie

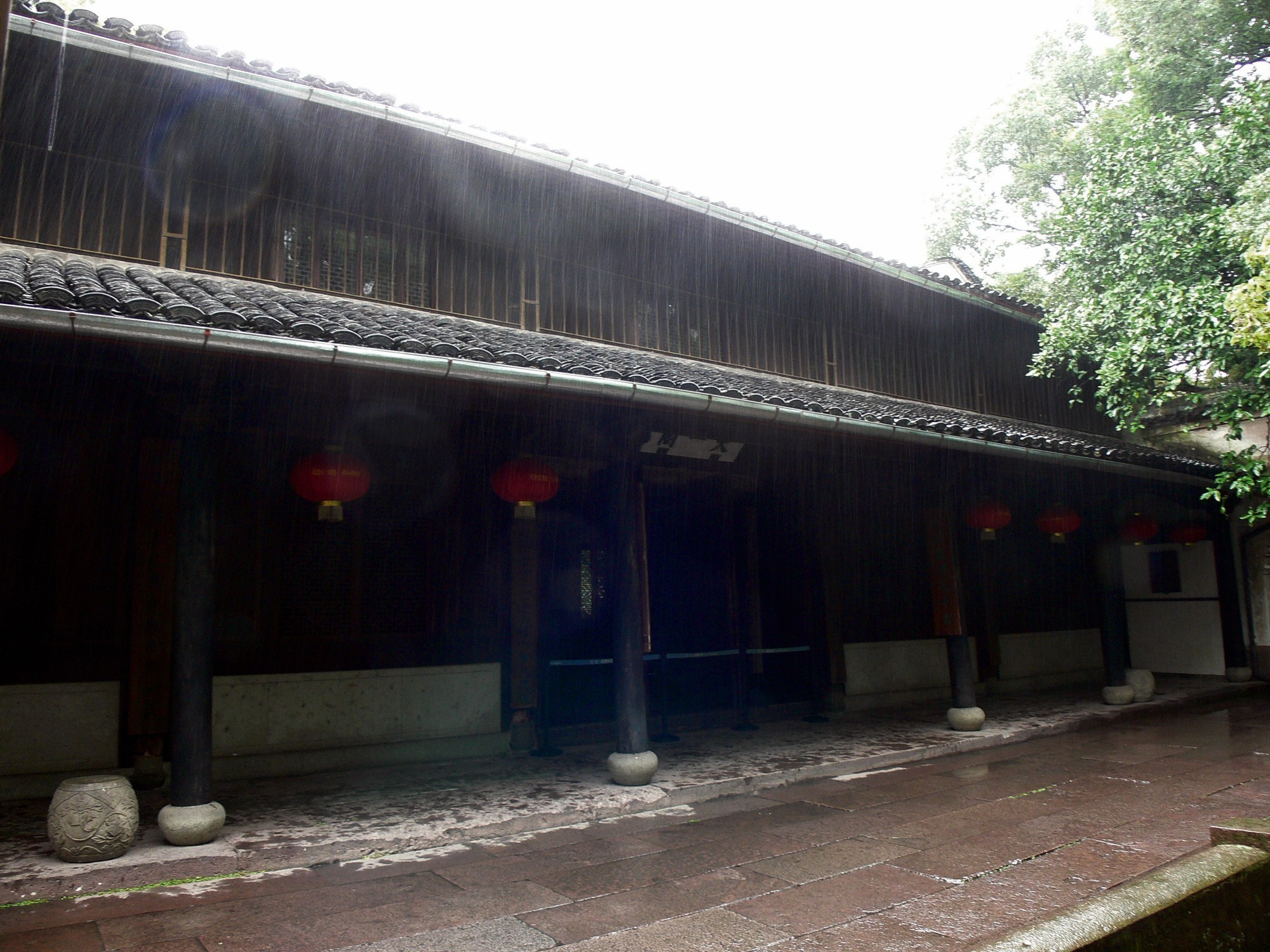
la bibliothèque
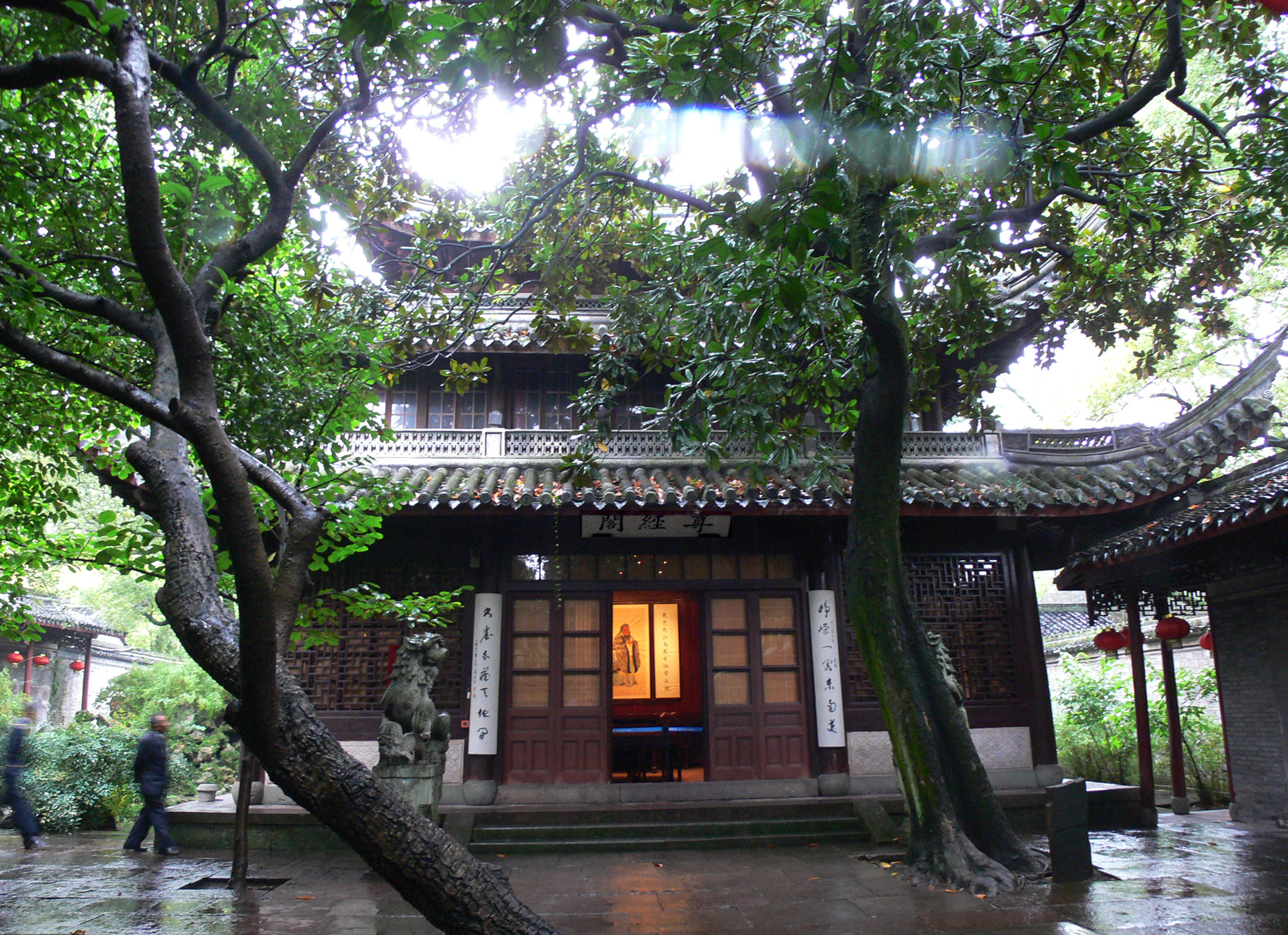
Salle Zunjing
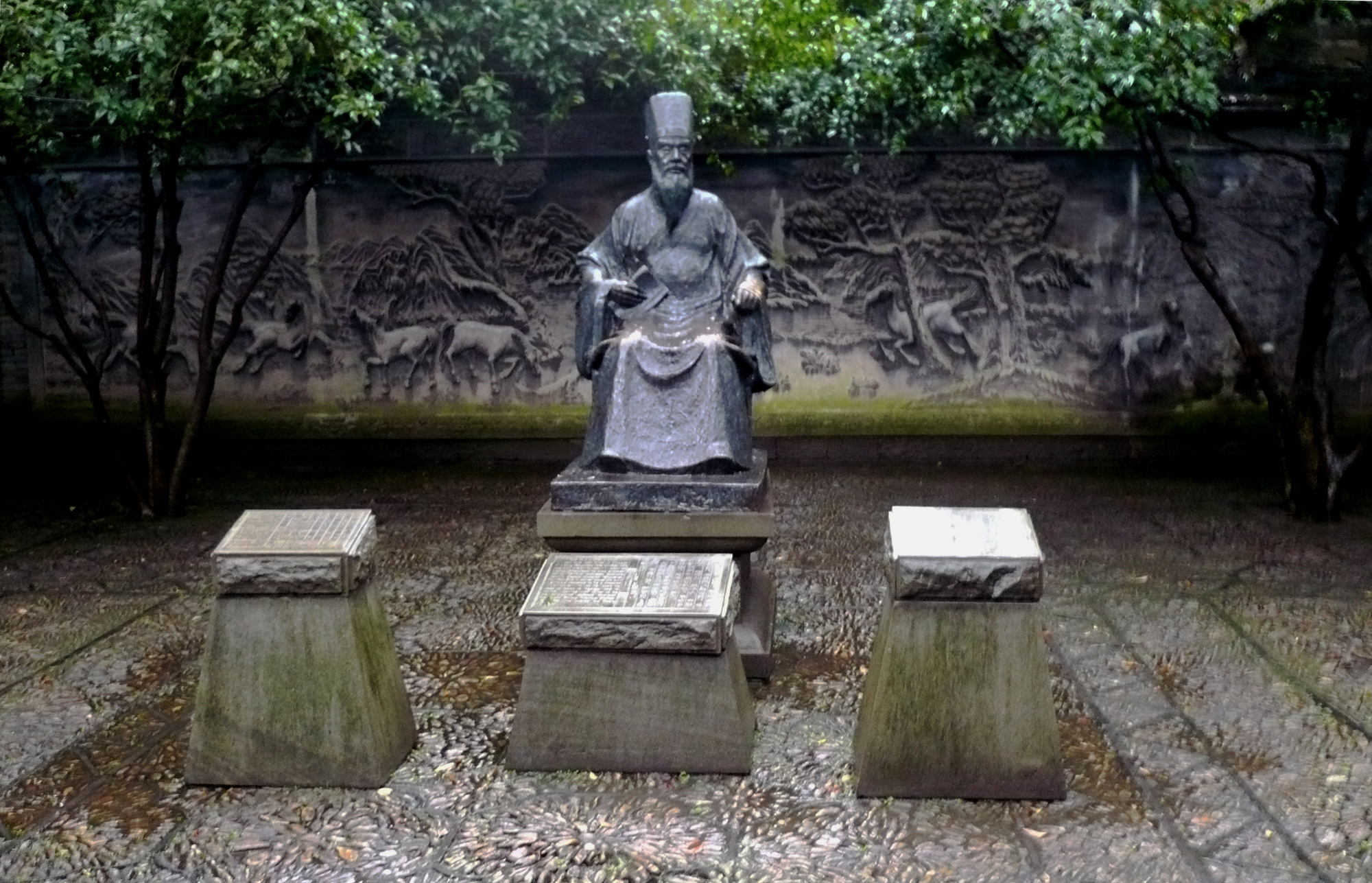
Statue de Fan Qin, le fondateur
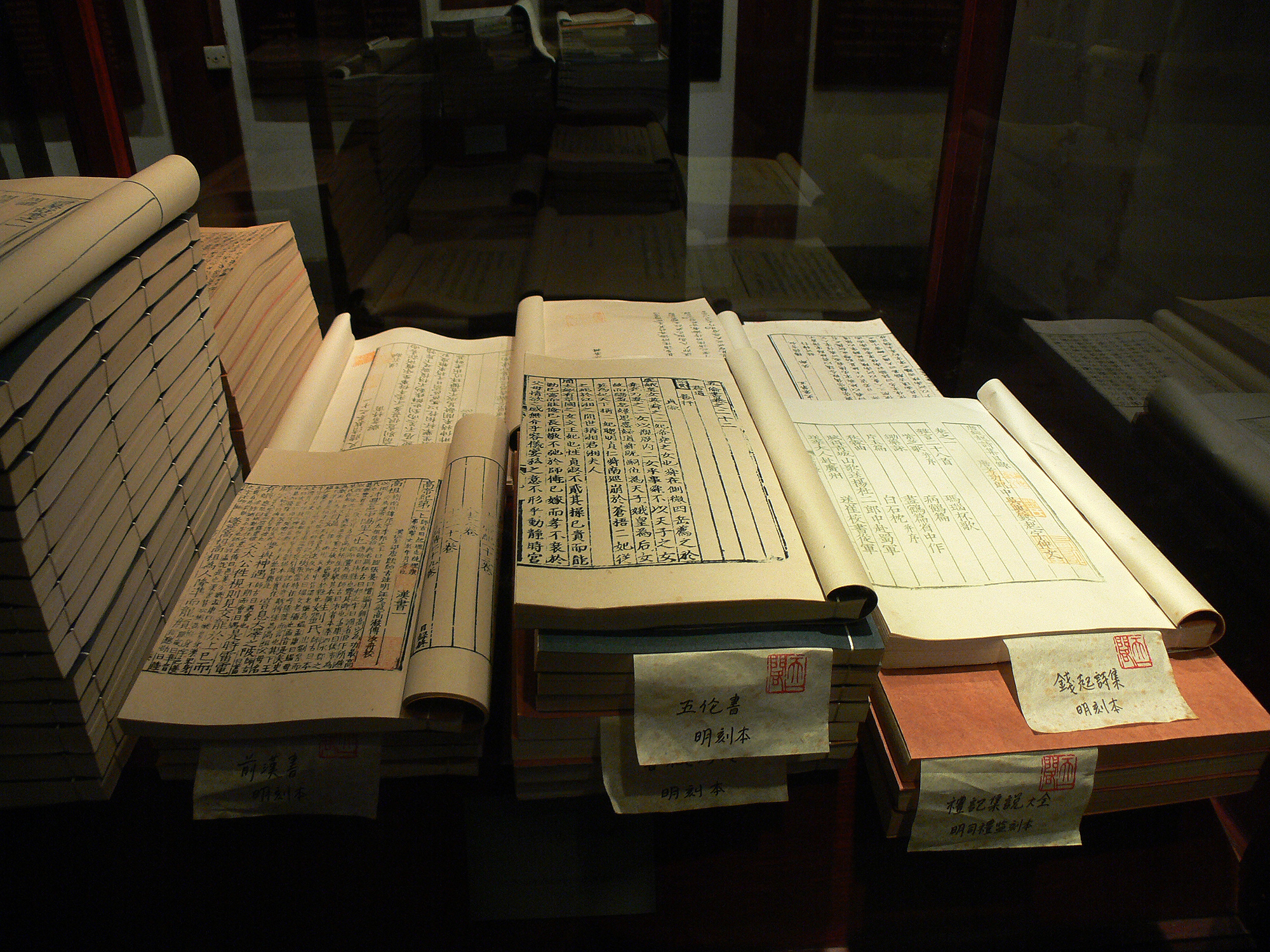
Collection de livres anciens de la Dynastie Ming
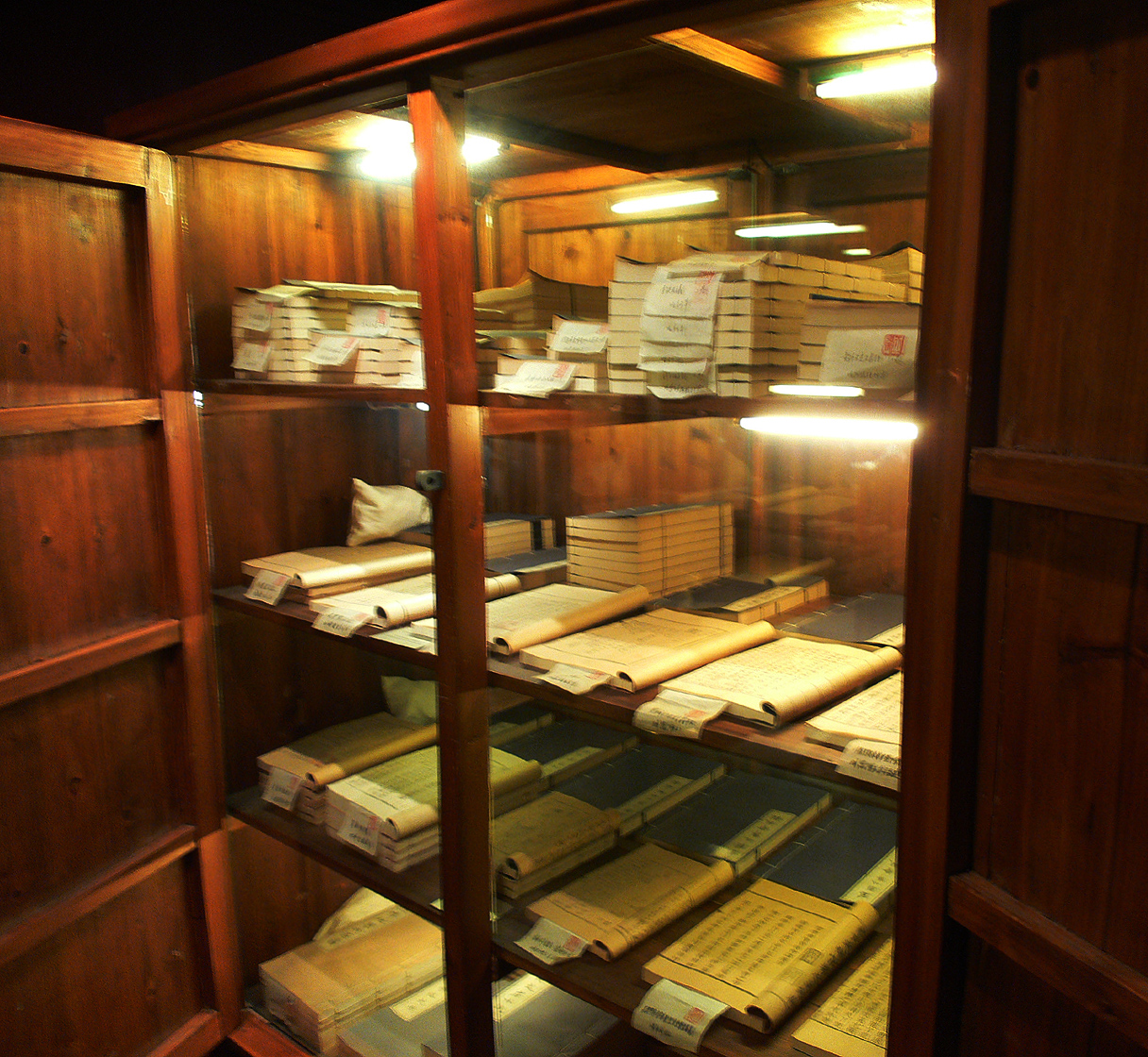
Armoire à livres
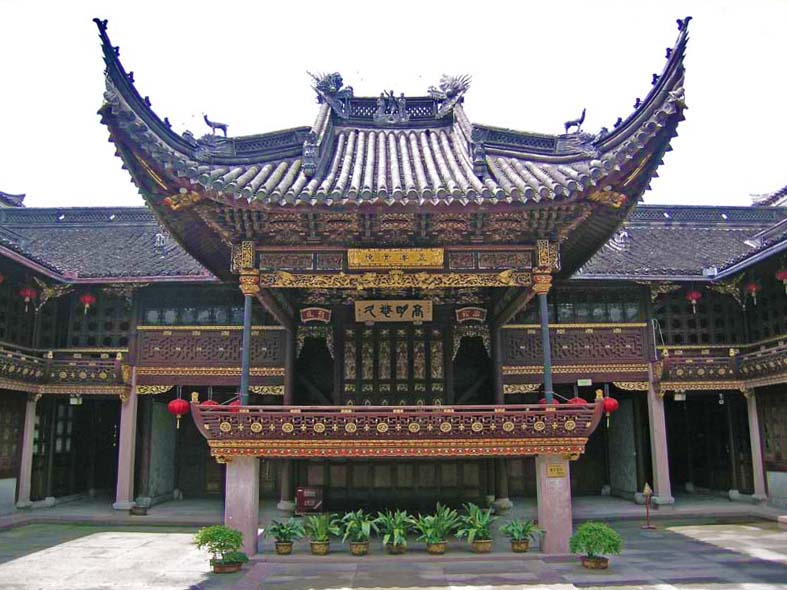
Théâtre du clan Qin